# Samuel Traugott Peszke
Samuel Traugott Peszke (ur. 23 października 1779 w Budziszynie, zm. 21 września 1837 w Płocku) – lekarz wojsk polskich z czasów Księstwa Warszawskiego. Pamiętnikarz, autor wspomnień z pobytu w niewoli rosyjskiej.

## Życiorys
Urodził się w 1779 roku w Budziszynie jako syn mistrza rzemieślniczego Johanna Gottfrieda oraz Krystiany Eleonory z domu Wargolin. W latach 1798–1802 kształcił się w akademii wojskowo-lekarskiej w Dreźnie oraz na uniwersytecie w Erfurcie, gdzie został doktorem medycyny. W latach 1802–1811 służył w wojsku saskim jako chirurg i w tej roli wziął udział między innymi w bitwie pod Jeną i pod Wagram.
Od roku 1811 służył w wojsku Księstwa Warszawskiego. 18 maja został sztabschirurgiem, a 29 sierpnia urzędnikiem zdrowia klasy I w 10 Pułku Huzarów. Rok później, w bitwie pod Borodino, został ciężko ranny wskutek trafienia granatem w klatkę piersiową. Dostał się do niewoli rosyjskiej i był przetrzymywany w różnych miejscowościach. Po zamianie sojuszy w roku 1813 zwolniono go jako obywatela Saksonii. Podczas drogi powrotnej postanowił pozostać w znanym już sobie Płocku. 
Przejściowo pracował jako chirurg rosyjskich szpitalach wojskowych w Płocku i Lipnie (zastępca lekarza naczelnego). W roku 1816 wojsko Królestwa Polskiego nie mogło pozwolić sobie na zatrudnienie go jako sztabschirurga, wskutek czego w październiku został lekarzem cywilnym. Zamieszkał na stałe w Płocku, gdzie pracował. W 1834 roku przeszedł na emeryturę. Zmarł trzy lata później w Płocku. 
Żonaty z Karoliną Kycman czy też Kitzman (później rozwiedziony), doczekał się dwóch synów: Jana Emila (zecera) i Franciszka (sybiraka). Pozostawił po sobie niemieckojęzyczne wspomnienia, później przełożone na polski i zatytułowane Mój pobyt w niewoli rosyjskiej w roku 1812.